# Lista de atores de filmes de ação
Atores de filmes de ação aparecem em filmes de ação, um gênero de filme no qual um ou mais heróis são lançados em uma série de desafios que normalmente incluem proezas físicas, cenas de luta estendidas, violência e perseguições frenéticas. Os filmes de ação tendem a apresentar um personagem engenhoso lutando contra probabilidades incríveis, que incluem situações de risco de vida, um vilão ou uma perseguição que geralmente termina em vitória para o herói.
O protagonista destes filmes de ação é conhecido como um herói de ação.

## Atores notáveis
- Scott Adkins[4]
- Ben Affleck[5][6]
- Carlos Agassi
- Malin Åkerman
- Jessica Alba
- Jestoni Alarcon
- Karen Allen
- Vidyut Jammwal
- Anthony Alonzo[7]
- Dan Alvaro[8]
- Gerald Anderson
- Gillian Anderson
- Jun Aristorenas
- Cüneyt Arkın
- Steve Austin
- Morena Baccarin
- Kevin Bacon
- Adam Baldwin
- Christian Bale
- Antonio Banderas[9]
- Drew Barrymore
- Angela Bassett
- Dave Bautista
- Sean Bean
- Kate Beckinsale
- Zoë Bell
- David Belle[10]
- Jean-Paul Belmondo
- Jim Belushi
- Julie Benz
- Tom Berenger
- Kathryn Bernardo
- Daniel Bernhardt
- Halle Berry[11]
- Michael Biehn
- Jessica Biel
- Shane Black
- Emily Blunt
- Christian Boeving
- Bernard Bonnin
- Johnny Yong Bosch
- Brian Bosworth
- Kate Bosworth
- Jeff Bridges
- Josh Brolin
- Charles Bronson[12]
- Pierce Brosnan[13]
- Jim Brown
- Reb Brown
- Sandra Bullock
- Richard Burgi
- Gerard Butler[14]
- Nicolas Cage
- Michael Caine
- David Caruso
- Bruce Campbell
- Gina Carano
- Charisma Carpenter
- Lynda Carter
- Henry Cavill
- John Cena
- Danny Chan Kwok Kwan[15]
- Jackie Chan[16]
- Maggie Cheung
- David Chiang[17]
- Shin'ichi Chiba
- Cheng Pei-pei
- Chin Kar-lok[18]
- Chow Yun-fat[19]
- George Clooney[20]
- Jennifer Connelly
- Sean Connery[21]
- Bradley Cooper
- Dominic Cooper
- Kevin Costner
- Jai Courtney
- Randy Couture
- Daniel Craig[22]
- Terry Crews
- Russell Crowe
- Tom Cruise[23]
- Penélope Cruz[24]
- Jamie Lee Curtis
- John Cusack
- Mark Dacascos[25]
- Timothy Dalton
- Matt Damon[26]
- Gary Daniels
- Dingdong Dantes
- Ricky Davao
- Robert Davi
- Keith David
- Geena Davis
- Michael de Mesa
- Robert De Niro[27]
- Monsour del Rosario[28]
- Benicio del Toro
- Alain Delon
- Sunny Deol[29]
- Johnny Depp
- Ajay Devgn
- Cameron Diaz
- Joko Diaz
- Vin Diesel[30]
- Lexa Doig
- Kirk Douglas
- Robert Downey Jr.
- Michael Dudikoff[31]
- Bill Duke
- Eliza Dushku
- Sanjay Dutt[32]
- Clint Eastwood[33]
- Gigi Edgley
- Jesse Eisenberg
- E.R. Ejercito
- Idris Elba
- Cary Elwes
- Emilio Estevez
- Gary Estrada
- Jinggoy Estrada
- Joseph Estrada[34]
- Chris Evans
- Ejay Falcon
- Colin Farrell
- Oded Fehr
- Mark Anthony Fernandez
- Rudy Fernandez[35]
- Tony Ferrer[36]
- Lou Ferrigno
- Nathan Fillion
- Colin Firth
- Laurence Fishburne
- Harrison Ford[37]
- William Forsythe
- Ben Foster
- Jamie Foxx
- Jason David Frank
- Rila Fukushima[38]
- Gal Gadot
- Eddie Garcia[39]
- Andrew Garfield
- Jennifer Garner
- Sarah Michelle Gellar
- Janno Gibbs
- Mel Gibson[40]
- Danny Glover
- Cuba Gooding Jr.
- John Goodman
- Suresh Gopi[41]
- Joseph Gordon-Levitt
- Louis Gossett Jr.
- Kelsey Grammer
- Erin Gray
- Pam Grier
- Frank Grillo
- Michael Gross
- Richard Gutierrez
- Jake Gyllenhaal
- Gene Hackman
- Linda Hamilton
- Armie Hammer
- Daryl Hannah
- Tom Hanks
- Tom Hardy[42]
- Kit Harington
- Danielle Harris
- Naomie Harris
- David Hasselhoff
- Anne Hathaway
- Rutger Hauer
- Salma Hayek[43]
- Tricia Helfer
- Chris Hemsworth
- Liam Hemsworth
- Lance Henriksen
- Mark Herras
- Hulk Hogan
- Djimon Hounsou[44]
- Sibelle Hu[45]
- Vanessa Hudgens
- Ernie Hudson
- Brent Huff[46]
- Sammo Hung[47]
- Josh Hutcherson
- Rhene Imperial
- Kadir İnanır
- Michael Ironside
- Jason Isaacs[48]
- Tony Jaa[49]
- Hugh Jackman[50]
- Kate Jackson
- Samuel L. Jackson
- Thomas Jane
- Famke Janssen
- Scarlett Johansson
- Don Johnson
- Dwayne Johnson[51]
- Angelina Jolie[52]
- Felicity Jones
- Sam J. Jones
- Tommy Lee Jones
- Vinnie Jones
- Michael B. Jordan
- Milla Jovovich[53]
- Meiko Kaji
- Lau Kar-leung[54]
- Michael Keaton
- Toby Kebbell
- Shah Rukh Khan
- Cynthia Khan[55]
- Rinko Kikuchi
- Val Kilmer[56]
- Ben Kingsley
- Ravi Teja
- Takeshi Kitano
- Keira Knightley
- Kane Kosugi[57]
- Shô Kosugi
- Martin Kove
- Akshay Kumar[58]
- Chiaki Kuriyama
- Aaron Kwok[59]
- Shia LaBeouf[60]
- Lorenzo Lamas[61]
- Christopher Lambert
- Burt Lancaster[62]
- Sonny Landham
- Jess Lapid, Jr.
- Jess Lapid, Sr.
- Lito Lapid
- Mark Lapid
- Sanaa Lathan
- Andy Lau[63]
- Taylor Lautner
- Lucy Lawless
- Jennifer Lawrence[64][65]
- Martin Lawrence
- George Lazenby
- Bruce Lee[66]
- Jason Scott Lee
- Lee Min-ho[67]
- Moon Lee
- Kier Legaspi
- Zoren Legaspi
- Jet Li[68]
- Lucy Liu
- Angel Locsin
- Dolph Lundgren[69]
- Kellan Lutz
- Michael Madsen
- Tobey Maguire
- Robert Maillet
- John Malkovich
- Rey Malonzo[70]
- Joe Manganiello
- Edu Manzano
- Baldo Marro
- Coco Martin
- Lee Marvin[71]
- Matt McColm
- Matthew McConaughey
- Mary McDonnell
- Rose McGowan
- Steve McQueen[72]
- Ian McShane
- Johnny Messner
- Sasha Mitchell
- Rhona Mitra
- Mohanlal
- Jason Momoa
- Cesar Montano[73]
- Demi Moore[74]
- Roger Moore[75]
- Chloë Grace Moretz
- Carrie-Anne Moss
- Eddie Murphy[76]
- Liam Neeson[77]
- Nichelle Nichols
- Rachel Nichols
- Jack Nicholson
- Brigitte Nielsen
- Connie Nielsen
- Chuck Norris[78]
- Edward Norton
- Timothy Olyphant
- Victor Ortiz
- Yukari Ôshima[79]
- Clive Owen[80]
- Al Pacino
- Daniel Padilla
- Robin Padilla[81]
- Rommel Padilla
- Michael Paré
- Anne Parillaud
- Ray Park
- Sonny Parsons
- Robert Patrick
- Guy Pearce
- Ron Perlman
- William Petersen
- Alex Pettyfer
- Ryan Phillippe
- Lou Diamond Phillips
- Chris Pine
- Brad Pitt
- Fernando Poe Jr.[82]
- Natalie Portman
- Glen Powell
- Chris Pratt
- Freddie Prinze Jr.
- Dominic Purcell
- Maggie Q
- Dennis Quaid
- Puneeth Rajkumar
- Cyril Raffaelli
- Derek Ramsay
- Keanu Reeves[83]
- John Regala[84]
- James Remar
- Jeremy Renner
- Jean Reno[85]
- Ramon "Bong" Revilla Jr.[86]
- Ramon Revilla, Sr.
- Efren Reyes Jr.
- Efren Reyes Sr.
- Burt Reynolds
- Ryan Reynolds
- Ving Rhames
- Ronnie Ricketts[87]
- Marian Rivera
- Eric Roberts
- Bembol Roco
- Eddie Rodriguez
- Michelle Rodriguez[88]
- Miguel Rodriguez
- Henry Rollins
- Michael Rooker
- Hrithik Roshan[89]
- Cynthia Rothrock[90]
- Richard Roundtree
- Mickey Rourke[91]
- Ronda Rousey
- Paul Rudd
- Kurt Russell[92]
- Jeri Ryan
- Katee Sackhoff
- Zoe Saldana
- Phillip Salvador[93]
- Raymart Santiago
- Susan Sarandon
- Romnick Sarmenta
- Catherine Schell
- Arnold Schwarzenegger[94]
- Steven Seagal[95]
- Tom Selleck
- William Shatner
- Charlie Sheen
- Sunil Shetty[96]
- Robin Shou
- Tiger Shroff
- Elisabeth Shue
- Tom Sizemore
- Alexander Skarsgård
- Tom Skerritt
- Christian Slater
- Will Smith[97]
- Wesley Snipes[98]
- Kevin Sorbo
- Jeff Speakman
- Sylvester Stallone[99]
- Jason Statham[100]
- Ray Stevenson
- Sharon Stone
- Meryl Streep
- Kiefer Sutherland
- Hilary Swank
- Mr. T
- Cary-Hiroyuki Tagawa
- Amanda Tapping
- Joe Taslim
- Channing Tatum
- Charlize Theron
- Uma Thurman[101]
- Ti Lung[102]
- Gina Torres
- John Travolta
- Danny Trejo[103]
- Nicholas Tse[104]
- Mike Tyson
- Karl Urban
- Iko Uwais
- Jean-Claude Van Damme[105][106]
- Casper Van Dien
- Vic Vargas[107]
- Ronaldo Valdez
- Dante Varona[108]
- Ian Veneracion
- Jesse Ventura
- Ace Vergel
- Joseph Vijay[109]
- Sharni Vinson
- Roi Vinzon
- Lindsay Wagner
- Mark Wahlberg
- Paul Walker[110]
- Fred Ward
- Denzel Washington
- Emma Watson
- Naomi Watts
- John Wayne[106]
- Carl Weathers
- Sigourney Weaver
- Hugo Weaving
- Zhao Wei
- Raquel Welch[111]
- Peter Weller
- Vernon Wells
- Weng Weng
- Adam West
- Forest Whitaker
- David A.R. White
- Michael Jai White[112]
- Billy Dee Williams
- Maisie Williams
- Fred Williamson
- Bruce Willis[113]
- Don "The Dragon" Wilson
- Owen Wilson
- Jeff Wincott
- Kate Winslet
- Shailene Woodley
- Sam Worthington
- Simon Yam[114]
- Yanin Vismitananda
- Donnie Yen[115]
- Gong Yoo
- Michelle Yeoh[116]
- Bolo Yeung
- Nan Yu
- Yuen Biao[117]
- Ramon Zamora[118]
- Billy Zane
- Marko Zaror
- Zhang Ziyi[119]
- Zaldy Zshornack
- Ruby Rose
- Al Leong